# Nasua narica nelsoni
El coatí isleño (Nasua narica nelsoni) es una subespecie de mamífero carnívoro de la familia de los prociónidos que habita en la isla mexicana de Cozumel. Según la UICN es sinónimo de Nasua narica.